# Академический центр Наркомпроса КазАССР
Академический центр — первое государственное учреждение, созданное в августе 1921 года при Наркомате народного просвещения КазАССР для организации научно-исследовательских работ. Основные направления деятельности: координация работ в области просвещения; ликвидация неграмотности, разработка программ по начальному, среднему образованию, системы программ для высших учебных заведений; руководство в области литературы и искусства; оказание теоретической и методической помощи учебным заведениям, политико-просветительским учреждениям, издательскому делу, архивам, музеям и научно-исследовательским учреждениям. Под руководством А. Байтурсынова Академический центр организовывал работу по разностороннему исследованию Казахской степи, регулировал издание необходимых книг, программ и учебников для казахских школ, оказывал содействие, в подготовке научно-педагогических кадров. В его работе принимали активное участие М. Дулатов, М. Жолдыбаев, К. Жубанов, Б. Майлин, Е. Омаров, Ш. Сарыбаев, С. Сейфуллин, Т. Шонанов, А. П. Чулошников и другие. В марте 1926 года был реорганизован в научный и научно-методический совет наркомата Народного просвещения КазССР.